# Округ Анока (Минесота)
Анока (енгл. Anoka County) је округ у америчкој савезној држави Минесота.

## Демографија
По попису из 2010. године број становника је 330.844, што је 32.76 (11,0%) становника више него 2000. године.
| Група             | 2000.           | 2010.           |
| Белци             | 276.586 (92,8%) | 281.929 (85,2%) |
| Афроамериканци    | 4.756 (1,6%)    | 14.503 (4,4%)   |
| Азијати           | 5.038 (1,7%)    | 12.868 (3,9%)   |
| Хиспаноамериканци | 4.961 (1,7%)    | 12.020 (3,6%)   |
| Укупно            | 298.084         | 330.844         |